# 永世名人 (ゲーム)
永世名人（えいせいめいじん）は、コンピュータ将棋ソフトウェアのシリーズ。吉村信弘による開発。開発者の苗字を冠した、吉村将棋（よしむらしょうぎ）として発売された作品もある。コナミ（現在は分社化でコナミデジタルエンタテインメントによる扱い）発売で、2003年までにパソコンで4作、ゲーム機で8作が発売された。

## 概要
1990年、第1回世界コンピュータ将棋選手権で優勝。『森田将棋』『柿木将棋』に次ぐ、コンピュータ将棋の古参ソフトの一つである。

## シリーズ
- 電脳将棋Ⅱ 永世名人（1990年3月9日、PC-9801、発売元:コナミ）
- 永世名人Ⅱ（1991年5月17日、PC-9801、発売元:コナミ）
- 永世名人Ⅲ（1992年9月4日、PC-9801、発売元:コナミ）
- 永世名人（1995年Windows 95、発売元:コナミ）
- 永世名人（1995年9月8日、PlayStation/9月29日、セガサターン、発売元:コナミ）
- 永世名人Ⅱ（1996年12月20日、PlayStation、- マウス対応、同画面対戦可能 - /セガサターン、発売元:コナミ）
- 吉村将棋（1998年3月26日、PlayStation、発売元:コナミ）
- 永世名人Ⅲ ～ゲームクリエイター　吉村信弘の頭脳～（1999年3月18日、PlayStation/7月8日[1]、ドリームキャスト、発売元:コナミ）
- 永世名人Ⅳ（2000年4月13日、PlayStation 2、発売元:コナミ[2]）
- 永世名人Ⅴ（2001年3月29日、PlayStation 2、発売元:コナミ）
- 永世名人Ⅵ 通信将棋倶楽部（2002年2月28日、PlayStation 2、発売元:コナミ） - 将棋倶楽部24による通信対戦対応
  - 永世名人Ⅵ （2002年9月26日、ニンテンドー ゲームキューブ、発売元:コナミ） - 通信対戦機能省略版
- 永世名人Ⅶ 通信将棋倶楽部（2003年3月13日、PlayStation 2、発売元:コナミ） - 将棋倶楽部24による通信対戦対応

将棋倶楽部24と連携した通信対戦機能は、全てサービス終了している。

## 競技会成績
| 大会/年                    | 1990 | 1991 | 1992 | 1993 | 1996 | 1997 | 1998 | 1999 | 2000 | 2001 | 2002 | 2003 | 2004 |
| -------------------------- | ---- | ---- | ---- | ---- | ---- | ---- | ---- | ---- | ---- | ---- | ---- | ---- | ---- |
| 世界コンピュータ将棋選手権 | 1    | 3    | 5    | 5    | 10   | 9    | 9    | 4    | 9    | 14   | 5    | 7    | 6    |

## 評価
PS版『吉村将棋』は電撃PlayStationDPSソフトレビューでは75、55の130点。レビュアーのうち1人（75点をつけた者）は将棋ゲームとしては永世名人でほぼ完成していたためシステム面で代わり映えはないのは仕方ないがコンピュータに詰将棋を解かせるモードなど対局以外の部分で楽しめるのはファンにはいい、COMの強さは最初から作り直しただけあって入門レベルでも結構賢く手応えがあって初心者お断りだとし、もう1人（55点をつけた者）は画期的ともいえる大橋宗桂や天野宗歩など棋界の偉人の対局の対局を再現するのはありがたくこれだけでも史料価値がある、だが肝心の強さは今一つで思考速度も速いわけでもなくシミュレータとしては物足りないとした。